# Metamimas australasiae
Metamimas australasiae är en fjärilsart som beskrevs av Donovan 1805. Metamimas australasiae ingår i släktet Metamimas och familjen svärmare. Inga underarter finns listade i Catalogue of Life.